# 高敬亭
高敬亭（1907年8月12日—1939年6月25日），原名高志员，又名高俊亭，中国河南省光山县董店乡（今属新县）人。中国共产党早期军事将领。曾任鄂豫皖苏区苏维埃政府主席，红二十五军七十五师政治委员。1934年11月，红二十五军长征北上，高敬亭奉命重建红二十八军，在大别山坚持游击战争。抗日战争爆发后，任新四军第四支队司令员，1939年被新四军总部下令处决，1977年平反。

## 生平

### 第一次国共内战时期
高敬亭十岁时丧母，父兄节衣缩食將其送入私塾。高敬亭读了六年私塾，粗通文墨。后因家贫辍学，与父兄一起务农，帮父亲屠猪谋生。1927年，在私塾同学梅光荣引导下参加革命，同年11月参加黄麻起义，次年加入中国工农红军。因为参加革命，他的父亲和三个兄长都被杀害。1929年3月加入中国共产党，同年秋当选为乡苏维埃政府主席，不久又调任区苏维埃武装委员。1930年，任鄂豫皖特区苏维埃政府主席。1931年3月，同时兼任光山县委书记，先后创建光山独立团，光山赤卫师和光山游击师。1931年5月，任中共中央鄂豫皖分局委员。1931年7月，当选为鄂豫皖省苏维埃政府主席，后又担任省委组织部长。1932年10月，红四方面军放弃鄂豫皖苏区西征，高留在当地进行游击战，任豫东南道委书记。同年11月，鄂豫皖省委在黄安檀树岗重建红二十五军，高敬亭任七十五师政治委员。1934年1月，当选为中华苏维埃共和国临时中央政府执行委员。1934年4月，改任八十二师师长。
1934年11月，红二十五军开始长征，高敬亭仍然留任当地坚持游击战。1935年2月3日，高敬亭在太湖县凉亭坳重建中共鄂豫皖省委和红二十八军，自任省委书记和军政治委员（不设军长）。红二十八军下辖第八十二师和手枪团，有一千余人。高敬亭在大別山區長期以擄人勒贖為業。1935年2月率部擊殺國民黨安徽省財政廳長、前任代省長余誼密。當時有三百多名肉票集體屠殺。高在大别山地区坚持游击战，多次击败卫立煌、廖磊率领的围剿军。1935年5月，曾率领部队西征寻找红二十五军，后又折回鄂豫皖。之后，红二十八军以不足二千人的兵力，同地方党组织所领导的地方部队、便衣队一起，建立了遍及二十二个县的游击区，歼灭国民革命军十八个营、十五个连和大量小股部队。

### 抗日战争时期
抗日战争爆发后，高敬亭致函豫鄂皖边区督办卫立煌，建议举行停战谈判，共同抗日。7月28日，高敬亭化名李守义，以红二十八军政治部主任的身份出席岳西谈判会议。9月，红二十八军改为鄂豫皖工农抗日联军。1938年初，改编为国民革命军新四军四支队，高敬亭任四支队司令员，出兵抗日。四支队下辖七、八、九团和手枪团，共3100人。因部队远在长江以北，由中共中央长江局直接指挥（序列上属第五战区）。5月12日，高敬亭率部在巢县蒋家河口伏击日军获胜，成为新四军抗日首战，得到蒋中正亲自致电勉励。但是不久以后，由于不执行新四军军部要求其放弃大别山区东进的命令，先后与中共中央派来的郑位三、萧望东、戴季英等人产生矛盾，同时又因为其部发展过快，引起国民政府猜忌，加上高本人当年曾协助张国焘等人进行肃反，导致高同时受到中共中央、新四军、国民政府和军队内部人员忌恨。1938年11月，新四军参谋长张云逸抵达江北，直接指挥第四支队第八团（原鄂豫边红军游击队）东进。高敬亭依然留驻皖中舒城县西港冲。
1939年5月，叶挺率领邓子恢、罗炳辉、赖传珠等人抵达庐江东汤池，宣布组建新四军江北指挥部。之后，叶挺、张云逸、邓子恢到西港冲召开第四支队干部大会，动员东进。在压力之下，5月中旬，高敬亭命令第七、九团向皖东挺进，但行动上依然有抵触行为。在进军途中，发生了第七团团长杨克志、政委曹玉福叛逃国民革命军的事件。6月4日，高敬亭率领支队后方机关进入合肥县（今属肥东县）青龙场。至此，第四支队全部进入皖东。从6月上旬起，针对杨克志、曹玉福叛逃事件，新四军内部开展反曹、杨斗争。之后，上升为对高敬亭进行批判。叶挺、张云逸等人集体召见高敬亭，将其扣留审查。6月15日，中共中央决定，任命徐海东为江北指挥部副指挥兼第四支队司令员。6月25日上午8时，高敬亭被公开宣布开除党籍、军籍后，在青龙场被处决。1977年4月27日，中国人民解放军总政治部发出《关于给高敬亭同志平反的通知》，为高敬亭恢复名誉。1980年4月19日，高敬亭骨灰安放仪式在合肥举行。

## 个人相关

### 死因争议
关于高敬亭被处死的责任问题，一直以来存在争议。解放军军事科学院王辅一研究认为，当时新四军四支队属于五战区，新四军总部属于三战区。对高敬亭的诬告，是廖磊向五战区报告，由五战区向蒋介石报告的，不是由新四军军部和项英上报，也不是经过三战区上报的。叶挺收到蒋介石的命令后，就执行了对高敬亭的处决。
上海图书馆童志强则认为，处死高敬亭是中共内部的事，不能将高案的账算到叶挺个人头上。当时在新四军军部担任机要工作的李资平接受童志强访问时，针对安徽民间传言“高敬亭被枪毙两小时后，中央来电才到，叫送延安学习，但为时已晚”的说法，他肯定地说：“此说不确。中央来电内容是同意枪决，就是我收的电报。”1939年7月，新四军在皖南云岭召开第一次党代会（当时叶挺仍在江北），会后新四军向中央报告说“在前后十天之中，全体代表……一致拥护中央军委对反党的高敬亭的决定与办法，揭发高之反党的罪恶，指出谁违反党的路线和决定，谁是个人利益高（于）党谁就变成党的罪人。”

### 与万海峰
曾任中国人民解放军成都军区政治委员的万海峰参加红军时，担任高敬亭的警卫员。其名字“海峰”即为高敬亭所取，寓意是“红军从四面八方汇集而来，像海洋一样大，像山峰一样高”。